# Callistethus parvus
Callistethus parvus är en skalbaggsart som beskrevs av Gilbert John Arrow 1917. Callistethus parvus ingår i släktet Callistethus och familjen Rutelidae. Inga underarter finns listade.